# Neuköllner Maientage
Die Neuköllner Maientage sind ein traditionsreiches Volksfest in Berlin, das seit 1965 jährlich im Mai stattfand. Ursprünglich im Volkspark Hasenheide veranstaltet, entwickelte sich das Fest zu einem der größten und bekanntesten Parkfeste Berlins. Es bot eine Mischung aus Fahrgeschäften, kulinarischen Angeboten und kulturellen Attraktionen und zog jährlich Hunderttausende Besucher an.

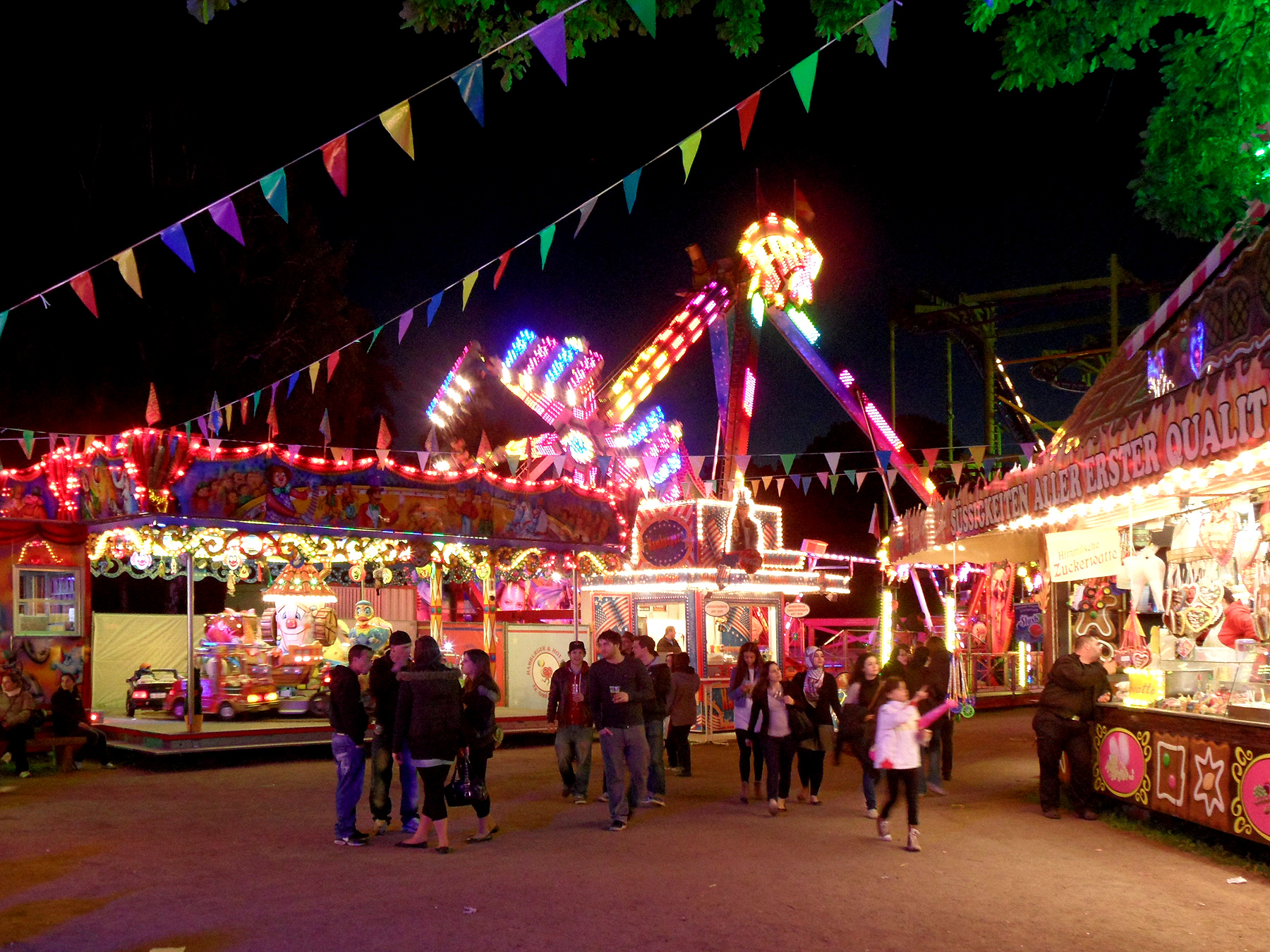
Neuköllner Maientage 2012

## Geschichte
Die Neuköllner Maientage wurden erstmals 1965 von den Schaustellern Hans Purwin und Harry Wollenschläger organisiert. Die Veranstaltung entstand in einer schwierigen Zeit für Berlin, als die Stadt durch den Mauerbau geteilt war. Das Fest sollte ein Zeichen des Zusammenhalts und der Freude setzen. Seitdem ist es eine feste Institution im Berliner Veranstaltungskalender geworden. Die Schaustellerfamilie Wollenschläger spielte eine zentrale Rolle in der Organisation des Festes. Thilo-Harry Wollenschläger, der das Volksfest seit 1989 leitet, führt die Familientradition in fünfter Generation fort. Unter seiner Leitung wuchs das Fest kontinuierlich und erreichte Besucherzahlen von bis zu 400.000 Menschen jährlich.

## Bedeutung und Herausforderungen
Das Fest bot eine Vielzahl von Attraktionen, darunter Achterbahnen, Geisterbahnen, Wasserrutschen und klassische Fahrgeschäfte wie Autoscooter und Karussells. Ein besonderes Highlight war der Familientag, an dem Fahrgeschäfte zu ermäßigten Preisen angeboten wurden. Zudem gab es jährlich einen Malwettbewerb für Schüler, dessen Gewinnerplakat das Fest bewarb. Die Neuköllner Maientage waren nicht nur ein Ort der Unterhaltung, sondern auch ein Symbol für Völkerverständigung und kulturelle Begegnung. Besonders in einem multikulturellen Bezirk wie Neukölln trugen sie zur Integration und zum sozialen Austausch bei. In den letzten Jahren geriet das Fest jedoch unter Druck. Der Zustand des Veranstaltungsortes Hasenheide verschlechterte sich erheblich, was dazu führte, dass die Maientage 2023 und 2024 ausfielen. Die Umgestaltung des Parks mit Mitteln zur Klimaanpassung machte eine Rückkehr an diesen Standort unmöglich. Trotz Bemühungen des Bezirks, einen neuen Veranstaltungsort zu finden – etwa auf dem Tempelhofer Feld –, blieb die Zukunft des Festes ungewiss.

## Aktueller Stand
Im Jahr 2025 ist die Zukunft der Neuköllner Maientage weiterhin unklar. Bezirksvertreter und Schausteller setzen sich für eine Fortführung des traditionsreichen Volksfestes ein, doch ein geeigneter Standort konnte bisher nicht gefunden werden.